# Harimoto Tomokazu
Harimoto Tomokazu (張本 智和 (Trương Bản Trí Hòa) sinh ngày 27 tháng 6 năm 2003) là tay vợt bóng bàn người Nhật Bản gốc Hoa. Vào tháng 8 năm 2017, cậu trở người trẻ nhất vô địch đơn nam của ITTF World Tour tại Czech Open khi 14 tuổi 61 ngày. Vào tháng 12 năm 2018, cậu trở thành tay vợt trẻ nhất vô địch ITTF World Tour Grand Finals khi 15 tuổi 172 ngày.

## Đời tư
Harimoto tên khai sinh là Trương Trí Hòa (张智和, pinyin: Zhāng Zhìhé), sinh tại Sendai, Miyagi. Bố cậu là Trương Vũ (张宇, pinyin: Zhāng Yǔ) và mẹ cậu là Trương Lăng (张凌, pinyin: Zhāng Líng), cả hai là cựu tay vợt bóng bàn người tỉnh Tứ Xuyên, Trung Quốc. Mẹ cậu ở đỉnh cao sự nghiệp từng đại diện cho Trung Quốc tại Giải vô địch bóng bàn thế giới lần thứ 43 ở Thiên Tân.
Trương Trí Hòa bắt đầu chơi bóng bàn năm lên hai tuổi. Cậu trở thành công dân Nhật Bản năm 2014 và đổi họ tên thành Harimoto Tomokazu (cậu giữ nguyên tên chữ Hán của mình, chỉ thêm chữ Bản (本) sau phần họ và đổi cách đọc sang âm tiếng Nhật). Sau khi tốt nghiệp Trường tiểu học Đông Miyagi năm 2016, cậu chuyển tới sống ở Tokyo để gia nhập JOC Elite Academy. Sở thích của cậu là đọc sách và bóng chày.

## Sự nghiệp

### Sự nghiệp thiếu niên
Harimoto lần đầu vô địch Giải vô địch bóng bàn thiếu niên toàn Nhật Bản năm 2010 khi mới học lớp một. Cậu tiếp tục vô địch giải này trong cả sáu năm học tiểu học.  Năm 2015, cậu đại diện cho Nhật Bản tại Giải vô địch bóng bàn trẻ thế giới ở Pháp, đồng thời là tay vợt trẻ nhất từ trước tới thời điểm đó. Tuy nhiên do vụ tấn công Paris 2015, Harimoto không thể tham dự giải này.
Ở độ tuổi 12 năm 355 ngày, Harimoto đánh bại các tay vợt chuyên nghiệp đầy kinh nghiệm như Ho Kwan Kit, Hugo Calderano, cùng đồng Sambe Kohei vô địch Japan Open U-21 năm 2016.  Chức vô địch đưa cậu trở thành tay vợt trẻ nhất vô địch đơn nam U-21 của ITTF World Tour. Cuối năm đó Harimoto giành huy chương vàng đơn nam và đồng đội tại Giải vô địch bóng bàn trẻ thế giới ở Cape Town, Nam Phi. Chức vô địch này cũng giúp lập kỳ tích khi trở thành tay vợt trẻ nhất giành vàng tại Giải vô địch bóng bàn trẻ thế giới khi 13 tuổi 163 ngày. Harimoto đạt vị trí thứ 10 trên bảng xếp hạng U-21 thế giới vào tháng 12 năm 2016.

### 2017
Harimoto bắt đầu năm 2017 vào tháng 2 tại giải India Open. Cậu vào chung kết sau khi đánh bại Álvaro Robles, Sakai Asuka, Robert Gardos, và tay vợt chủ nhà Sharath Kamal, trước khi thua Dimitrij Ovtcharov trong hai set.

## Sự nghiệp

### ITTF Major tournament performance timeline
| VĐ | VĐ | CK | BK | TK | V# | VB |

(VĐ) Vô địch; (CK) chung kết; (BK) bán kết; (TK) tứ kết; (V#) vòng 4, 3, 2, 1; (VB) vòng bảng; (S) giải đơn; (D) giải đôi; (MD) đôi nam nữ; (T) đồng đội.
| Giải                    | Giải | 2017 | 2018 | 2019 |
| ----------------------- | ---- | ---- | ---- | ---- |
| Cúp thế giới            | S    |      | TK   |      |
| Cúp thế giới            | T    |      | CK   |      |
| Giải vô địch thế giới   | S    | TK   |      |      |
| Giải vô địch thế giới   | T    |      | TK   |      |
| Giải vô địch thế giới   | D    |      |      |      |
| Giải vô địch thế giới   | MD   |      |      |      |
| World Tour Grand Finals | S    | TK   | VĐ   |      |
| World Tour Grand Finals | D    | TK   |      |      |
| Thế vận hội             | S    |      |      |      |
| Thế vận hội             | T    |      |      |      |

Tính tới tháng 4 năm 2018:

### Chung kết đơn ITTF sự nghiệp: 3
| Kết quả | Ngày          | Giải                                           | Cấp độ     | Đối thủ            | Tỉ số                                      |
| ------- | ------------- | ---------------------------------------------- | ---------- | ------------------ | ------------------------------------------ |
| Á quân  | Tháng 2, 2017 | ITTF World Tour India Open 2017                | World Tour | Dimitrij Ovtcharov | 6-11, 8-11, 4-11, 12-14                    |
| Vô địch | Tháng 8, 2017 | Seamaster 2017 ITTF World Tour Czech Open      | World Tour | Timo Boll          | 11-3, 4-11, 8-11, 11-9, 11-6, 11-9         |
| Vô địch | Tháng 6, 2018 | Seamaster 2018 ITTF World Tour Lion Japan Open | World Tour | Trương Kế Khoa     | 9-11, 8-11, 11-9, 11-4, 10-12, 11-7, 13-11 |

### Chung kết đôi ITTF sự nghiệp: 2
| Kết quả | Ngày           | Giải                                      | Cấp độ              | Đồng đội      | Đối thủ                    | Tỉ số                         |
| ------- | -------------- | ----------------------------------------- | ------------------- | ------------- | -------------------------- | ----------------------------- |
| Á quân  | Tháng 6, 2017  | ITTF World Tour Platinum China Open 2017  | World Tour          | Yuto Kizukuri | Jin Ueda Maharu Yoshimura  | 10-12, 11-9, 8-11, 9-11       |
| Á quân  | Tháng 11, 2017 | ITTF World Tour Platinum German Open 2017 | World Tour Platinum | Yuto Kizukuri | Jung Young-sik Lee Sang-su | 11-8, 11-3, 5-11, 14-16, 6-11 |

### Đơn
- Giải vô địch thế giới: TK (2017)
- ITTF World Tour Grand Finals: TK (2017), Vô địch (2018)
- ITTF World Tour:
  - Vô địch: Czech Open 2017
  - Vô địch: Japan Open 2018
  - Á quân: India Open 2017
- Giải vô địch châu Á: Vòng 1/16 (2017)

### Đôi nam
- ITTF World Tour Grand Finals: TK (2017)
- ITTF World Tour:
  - Á quân: China Open 2017, German Open 2017

### Đồng đội
- Giải vô địch thế giới: TK (2018)
- Cúp thế giới: Á quân (2018)
- Giải vô địch châu Á: BK (2017)

### Giải thưởng
- ITTF Star Awards: Breakthrough Star (2017)[9]